# Wang Bing
Wang Bing (chinesisch 王兵, Pinyin Wáng Bīng; * 1967 in Xi’an, Provinz Shaanxi) ist ein chinesischer Filmregisseur. Er gilt als Dokumentarfilmer der sogenannten sechsten Generation chinesischer Filmemacher, die für ihren harten Realismus bekannt ist.

## Leben und Werk

### Ausbildung und erste Arbeiten
Im Alter von 14 Jahren verlor Wang Bing seinen Vater; fortan fühlte er sich für das Fortkommen der Familie verantwortlich. Von 1992 bis 1995 studierte er Fotografie an der Lu-Xun-Akademie der Schönen Künste in Shenyang, anschließend Film und Kamera an der Filmhochschule in Peking. Als seine Lieblingsfilme bezeichnet er Arbeiten von Fellini, Pasolini, Bergman, Tarkowski und Fassbinder.
Im Jahr 1999 begann er, selbständig als Dokumentarfilmer zu arbeiten, obwohl er während seines Studiums und auch später keine Gelegenheit hatte, Dokumentationen zu sehen. Sein Equipment besteht aus kaum mehr als einer digitalen Fotokamera mit Video- und Autofokusfunktion und diversen Objektiven. Seine dokumentarischen Produktionen kommen ohne Schauspieler, weitgehend ohne Team und mit einem sehr geringen Etat aus; um staatliche Drehgenehmigungen kümmert er sich nicht. Wang Bings erstes größeres Werk, der in drei Teilen untergliederte Film Tie Xi Qu (West of the Tracks), protokolliert den Zerfall der chinesischen Schwerindustrie in Shenyang. Mit einer Laufzeit von über neun Stunden veranschaulicht der „politischste und gleichzeitig düsterste von Wangs Filmen“, wie die Privatisierung von Staatsbetrieben die ehemaligen Industrieanlagen in Geisterstädte verwandelt. Der erste Teil des Projektes spielt in einer Fabrik, in der die Produktion schon fast zum Erliegen gekommen ist. Während sich der zweite Teil der Dokumatation der tristen Wohnsilos der Arbeiter annimmt, fokussiert der dritte Teil auf ein Einzelschicksal: das Leben des einäugigen Schrottsammlers Du. Der 2008 fertiggestellte Dokumentarfilm Caiyou riji (Cruel Oil) über Ölarbeiter in der Inneren Mongolei hat eine Laufzeit von 14 Stunden.
Die Kritik lobt Wang Bing für seine Fähigkeit, das vermeintlich Beiläufige in langen Einstellungen sichtbar zu machen und damit die sozioökonomischen Umbrüche Chinas präziser zu vermitteln als spektakuläre Nachrichtenbilder; seine Arbeiten gelten inzwischen gleichermaßen als filmische und als museale Referenzpunkte für die Auseinandersetzung mit Arbeit, Migration und Erinnerungskultur.

### Erster Spielfilm
Sein erster Spielfilm, Jiabiangou (Das Erdloch) aus dem Jahr 2010, schildert das brutale Leben in einem maoistischen Arbeitslager für „konterrevolutionäre Rechtsabweichler“ Ende der 1950er-Jahre. Ästhetisch an seinen Dokumentarwerken angelehnt, zeigt Wang Bing das Massensterben der Inhaftierten im Lager, das durch die harte Feldarbeit in der Wüste Gobi, das harsche Klima mit Temperaturen um 30 Grad minus und eine verheerende Hungersnot ausgelöst wird. Der Film lief im Wettbewerb der Internationalen Filmfestspiele von Venedig 2010. Die Dreharbeiten fanden an Originalschauplätzen statt.

### Dokumentarfilme seit 2010
Das Interesse der Kunstwelt weckte Wang Bing mit seinem Dokumentarfilm Wu ming zhe (Man With No Name), der auf einer Vorarbeit zu seinem ersten Spielfilm basiert. Wang hatte einen Mann entdeckt, der einsam außerhalb von Peking im Untergrund lebte. Er filmte den Eremiten, um das Material als Vorlage an seine Schauspieler weiterzugeben. Die Pariser Galeristin Chantal Crousel sah das Material zufällig und regte Wang dazu an, einen eigenständigen Film daraus zu machen. In seiner Reduziertheit ist Wu ming zhe „wahrscheinlich der radikalste Film Wangs.“ Trotz seines Erfolgs in Kunstkreisen sieht sich Wang „eher als Filmemacher, dessen Werk manchmal im Museum landet“.
Mit seinem nächsten Dokumentarfilm, San zimei (Three Sisters), beschäftigte er sich erneut mit gesellschaftlichen Außenseitern, die dem offiziellen Narrativ vom Fortschritt und dem Wirtschaftsboom in der Volksrepublik China widersprechen. Im Mittelpunkt stehen diesmal drei Mädchen aus der Provinz Yunnan im Alter von zehn, sechs und vier Jahren, die sich gegenseitig erziehen müssen, da ihre Mutter fortgelaufen ist und sich ihr Vater als Wanderarbeiter verdingen muss.
In seiner Arbeit Ta'ang (2016) dokumentiert Wang Bing die aufgezwungen nomadische Existenz der De’ang, einer unterdrückten Volksgruppe in Myanmar. Aufflammende Gewalt in ihrem Heimatland führte zur Flucht von annähernd 100.000 Angehörigen der Ethnie in die südchinesische Provinz Yunnan, wo sie in unsteten Camps ohne Konstanz und Perspektive leben. Der Film wurde in die Forum-Sektion der Berlinale 2016 eingeladen.

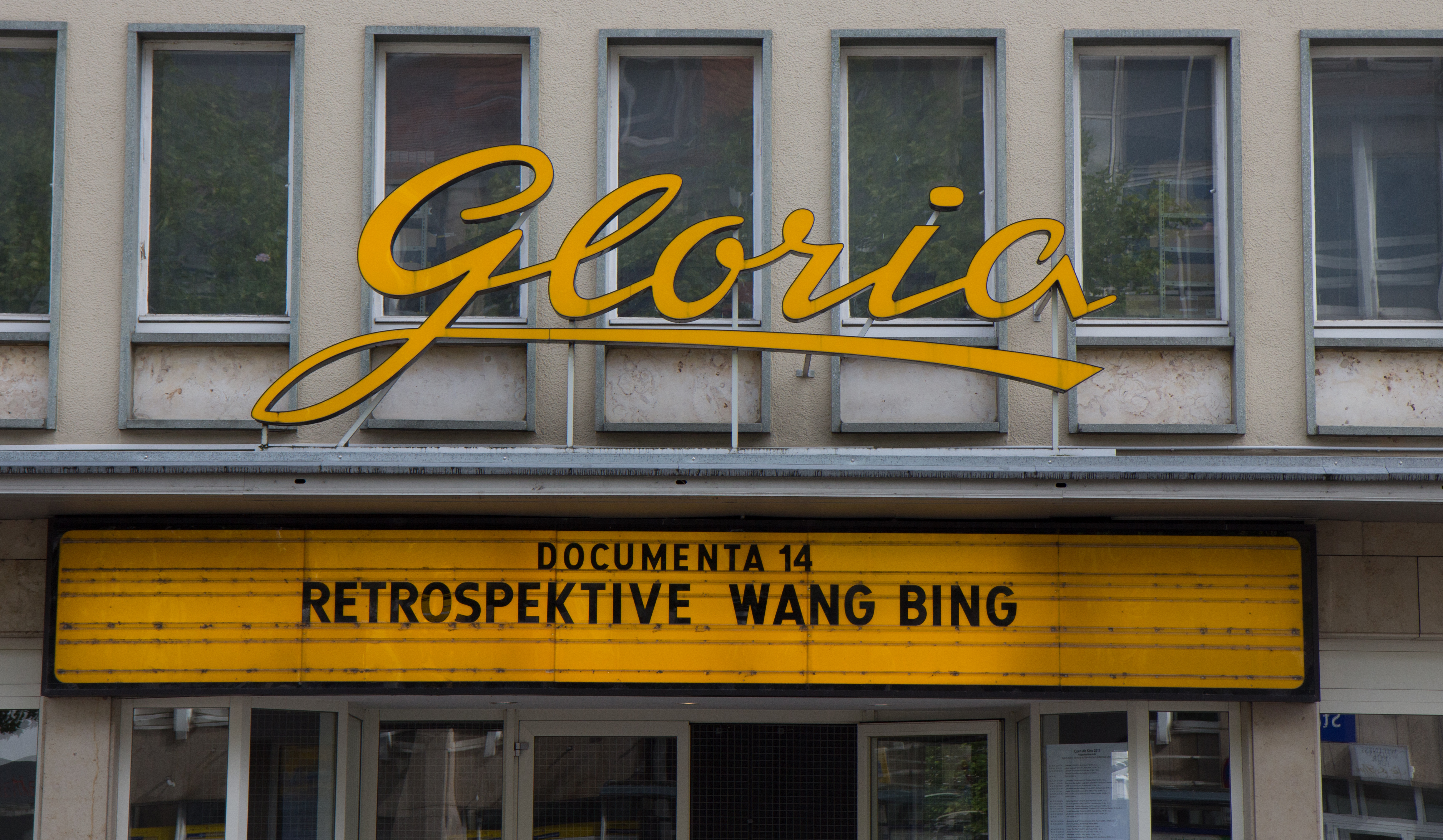
Gloria-Kino in Kassel, Ort der Wang-Bing-Retrospektive während der documenta 14

Für seinen Dokumentarfilm Fang Xiu Ying (Mrs. Fang) wurde Wang Bing 2017 mit dem Goldenen Leoparden des 70. Locarno Festivals ausgezeichnet. Der Film beobachtet das Sterben einer an Alzheimer leidenden alten Frau.
Die documenta 14 würdigte das Werk Wang Bings 2017 mit einer Retrospektive. Auch stellte er dort Tagebücher, Gedichte, Fotos und Zeichnungen von Menschen aus, die während der Kulturrevolution verschleppt wurden. Das Material ist Teil eines größeren Projekts über die Arbeitslager, an dem Wang arbeitet.
Im Jahr 2023 erhielt er für seinen Dokumentarfilm Jeunesse (Le printemps) seine erste Einladung in den Wettbewerb um die Goldene Palme des Filmfestivals von Cannes. Dort stellt er außerdem mit Man in Black eine weitere Arbeit in einer Sonderaufführung vor.
Man in Black (2023) liefert ein eindrucksvolles Beispiel performativer Oral History: In einem leeren Theaterraum setzt der 86-jährige Komponist Wang Xilin seinen nackten Körper als „Instrument“ ein, um mit Lauten, Gesten und Narben von jahrzehntelanger politischer Verfolgung zu erzählen.

## Fotografisches Werk und Ausstellungen
Neben seinen Langzeitdokumentationen arbeitet Wang Bing kontinuierlich fotografisch; bereits zwischen 1994 und 2001 hielt er den gegenläufigen Prozess von Aufschwung und Verfall im Industriebezirk Tiexi (Shenyang) fest, den er später in Tie Xi Qu filmisch verdichtete. Diese frühen Schwarz-Weiß-Aufnahmen eröffneten den zweiten Teil der Ausstellung „The Weight of the Invisible“ im Kunstverein für die Rheinlande und Westfalen in Düsseldorf (2025), die von Kathrin Bentele kuratiert wurde und bis 24. August 2025 zu sehen war. Die Werkschau präsentierte Filme, Fotografien und Mehrkanal-Installationen und machte, jenseits klassischer Kinokontexte, Wang Bings epische „geduldige und urteilsfreie Beobachtung der Lebens- und Arbeitswirklichkeit gewöhnlicher Menschen“ für das Ausstellungspublikum erfahrbar. Kernstück von „Part I“ der Ausstellung war eine raumgreifende Neun-Kanal-Installation des ersten Teils der Trilogie Youth (Spring), in der die Kamera jungen Wanderarbeiter in Huzhous Textilverarbeitungswerkstätten folgt, ihre repetitiven Handgriffe, improvisierten Schlafplätze, flüchtigen Solidaritäten und zaghaften Romanzen begleitet. „Part II“ setzte den historischen Bogen mit dem über vier Stunden dauernden Film Beauty Lives in Freedom (2018) fort, einem vielschichtigen Monolog des Künstlers und Aktivisten Gao Ertai über die Traumata der Kulturrevolution, illustriert durch heimlich aufbewahrte Manuskripte, die Gao einst aus Angst vor Repression in seine Kleidung eingenäht hatte.

## Filmografie (Auswahl)
- 2003: Tie Xi Qu (West of the Tracks)
- 2007: He Fengming
- 2008: Caiyou riji (Cruel Oil)
- 2010: Jiabiangou (Das Erdloch)
- 2010: Wu ming zhe (Man With No Name)
- 2012: San zimei (Three Sisters)
- 2016: Ku Qian (Bitter verdient)
- 2016: Ta'ang
- 2017: Fang Xiu Ying (Mrs. Fang)
- 2018: Dead Souls
- 2023: Jeunesse (Le printemps)

## Auszeichnungen
- 2003: Großer Preis des Festival international de cinéma de Marseille (für Tie Xi Qu)
- 2012: Montgolfière d’or des Festival des trois continents (für San zimei)
- 2012: Regard d’or des Internationalen Filmfestivals Freiburg (für San zimei)
- 2017: Goldener Leopard des Locarno Festivals (für Fang Xiu Ying)